# Fizika ekspres
Fizika ekspres je projekt Studentske sekcije Hrvatskog fizikalnog društva (SSHFD) čiji je cilj popularizacija fizike i prirodnih znanosti uopće među mladima u cijeloj Hrvatskoj. Sudionici projekta su studenti fizike koji žele svoj interes podijeliti s mlađima od sebe, srednjoškolcima i osnovnoškolcima, iz cijele zemlje.

## Povijest projekta
Projekt je započeo kao jedna od akcija kojom je Hrvatsko fizikalno društvo obilježilo Svjetsku godinu fizike (2005.), a kasnije se nastavio kao samostalan projekt.

## Sudjelovanje u projektima
Projekti u kojima je Fizika ekspres sudjelovala:
- Obilježavanje Svjetske godine fizike - Fizika ekspres kao projekt i jest započeta 2005. godine kao jedan od projekata Hrvatskog fizikalnog društva, financiran od strane EU, u obilježavanju te godine kao Svjetske godine fizike
  - Tjedan fizike[2] - centralni događaj u organizaciji Hrvatskog fizikalnog društva u obilježavanju Svjetske godine fizike, koji se održao u tjednu 7. – 12. studenog 2005. i u kojem su se u Zagrebu održavala brojna popularna predavanja, posjeti laboratorijima, natječaji učenika, organizirali posjeti učenika iz cijele Hrvatske, a i u kojem je sudjelovala Fizika ekspres.
- Obilježavanje Godine Nikole Tesle[3] - Ministarstvo znanosti, obrazovanja i športa 27. ožujka 2006. donijelo je Program obilježavanje "Godine Nikole Tesle" u Republici Hrvatskoj, u koji je uključena i Fizika ekspres.
- S3 škola u Višnjanu - Summer School of Science, ili S3, ljetna škola za učenike zainteresirane za znanost u kojoj je 2006. godine sudjelovala i Fizika ekspres.

## Vanjske poveznice
- Službene stranice projekta  Arhivirana inačica izvorne stranice od 9. srpnja 2016. (Wayback Machine)
- Službene stranice Studentske sekcije Hrvatskog fizikalnog društva